# 吴城遗址
吴城遗址位于中国江西省樟树市吴城乡吴城村，1996年被列为第四批全国重点文物保护单位。
吴城遗址于1973年秋季发现，遗址四周有残缺土墙环绕，总面积61.3平方米，自1974年开始对该遗址进行过9次考古发掘，证实在其周围约4平方千米的范围内有商周时期文化堆积，厚约0.5～2米。吴城遗址是长江以南首次发现的大规模商代人类居住遗址。
- 原始瓷罐，商，1973年吴城出土
- 原始瓷豆，商，1974年吴城出土
- 绳纹灰陶袋足鬶，1974年吴城遗址出土
- 红陶面具，1974年樟树市吴城遗址出土